# جيرزي نواك
جيرزي نواك (بالبولندية: Jerzy Nowak)‏ هو ممثل بولندي، ولد في 20 يونيو 1923 في بولندا، وتوفي بنفس المكان في 26 مارس 2013. من الجوائز التي نالها ميدالية الاستحقاق للثقافة ‏ وPartisan Cross ‏.

## أعمال

### أفلام
- (1993) قائمة شندلر[6][7][8]
- (1994)  أبيض

## جوائز
- ميدالية الاستحقاق للثقافة [الإنجليزية]‏
- Partisan Cross [الإنجليزية]‏

## وصلات خارجية
- جيرزي نواك على موقع IMDb (الإنجليزية)
- جيرزي نواك على موقع قاعدة بيانات الأفلام العربية
- جيرزي نواك على موقع ألو سيني (الفرنسية)
- جيرزي نواك على موقع أول موفي (الإنجليزية)
- جيرزي نواك على موقع قاعدة بيانات الأفلام السويدية (السويدية)
- جيرزي نواك على موقع قاعدة بيانات الفيلم (الإنجليزية)
- جيرزي نواك على موقع كينوبويسك (الروسية)